# Megalopyrga monochroma
Megalopyrga monochroma är en insektsart som beskrevs av Baccetti 1985. Megalopyrga monochroma ingår i släktet Megalopyrga och familjen Pyrgomorphidae. Inga underarter finns listade i Catalogue of Life.